# Baccharis multifolia
Baccharis multifolia là một loài thực vật có hoa trong họ Cúc. Loài này được A.S. Oliveira, Deble & Marchiori mô tả khoa học đầu tiên.